# Trichocentrum teaguei
Trichocentrum teaguei är en orkidéart som beskrevs av Eric Alston Christenson. Trichocentrum teaguei ingår i släktet Trichocentrum och familjen orkidéer.
Artens utbredningsområde är Bolivia. Inga underarter finns listade i Catalogue of Life.